# Tubas
Tubas (arab. ‏طوباس‎) – miasto w Palestynie położone 21 km na północny wschód od Nablusu, kilka kilometrów na zachód od rzeki Jordan. Według danych Palestyńskiego Centralnego Biura Statystycznego w 2007 roku liczyło 16 154 mieszkańców, służy jako ekonomiczne i administracyjne centrum muhafazy Tubas.
Jego obszar miejski wynosi 2271 dunamów (227 hektarów). Jest rządzone przez radę miejską, złożoną z 15 członków, a większość jego pracujących mieszkańców jest zatrudniona w rolnictwie lub usługach publicznych. Dżamal Abu Mohsin został burmistrzem Tubasu, wybrany w 2005 roku.
Tubas został zidentyfikowany jako biblijne Tebes, kananejskie miasto, w którego oblężeniu zginął Abimelek.
Współczesne miasto Tubas zostało natomiast założone pod koniec XIX wieku podczas panowania osmańskiego nad Palestyną przez arabskie rody mieszkające w regionie Doliny Jordanu i zostało głównym miastem w sandżaku Nablus, szczególnie znane z drewna i serów. Po I wojnie światowej wraz z całą Palestyną znalazło się w granicach Mandatu Palestyny, zajęte przez Jordanię podczas I wojny izraelsko-arabskiej (1948), a następnie zajęte przez Izrael podczas wojny sześciodniowej (1967). Autonomia Palestyńska przejęła kontrolę nad Tubasem w 1995 roku.